# Villers-sur-Coudun
Villers-sur-Coudun ist eine französische Gemeinde mit 1.419 Einwohnern (Stand: 1. Januar 2022) im Département Oise in der Region Hauts-de-France. Sie gehört zum Arrondissement Compiègne und zum Kanton Estrées-Saint-Denis (bis 2015: Kanton Ressons-sur-Matz). 

## Geographie
Villers-sur-Coudun liegt etwa sieben Kilometer nordnordwestlich von Compiègne. Umgeben wird Villers-sur-Coudun von den Nachbargemeinden Vandélicourt im Norden, Marest-sur-Matz im Norden und Nordosten, Mélicocq im Osten, Giraumont im Südosten, Coudun im Süden, Braisnes-sur-Aronde im Südwesten sowie Vignemont im Westen.

## Bevölkerungsentwicklung
| Jahr                      | 1962 | 1968 | 1975 | 1982 | 1990 | 1999 | 2006 | 2013 |
| Einwohner                 | 364  | 354  | 590  | 1008 | 1121 | 1286 | 1381 | 1382 |
| Quelle: Cassini und INSEE |      |      |      |      |      |      |      |      |

## Sehenswürdigkeiten

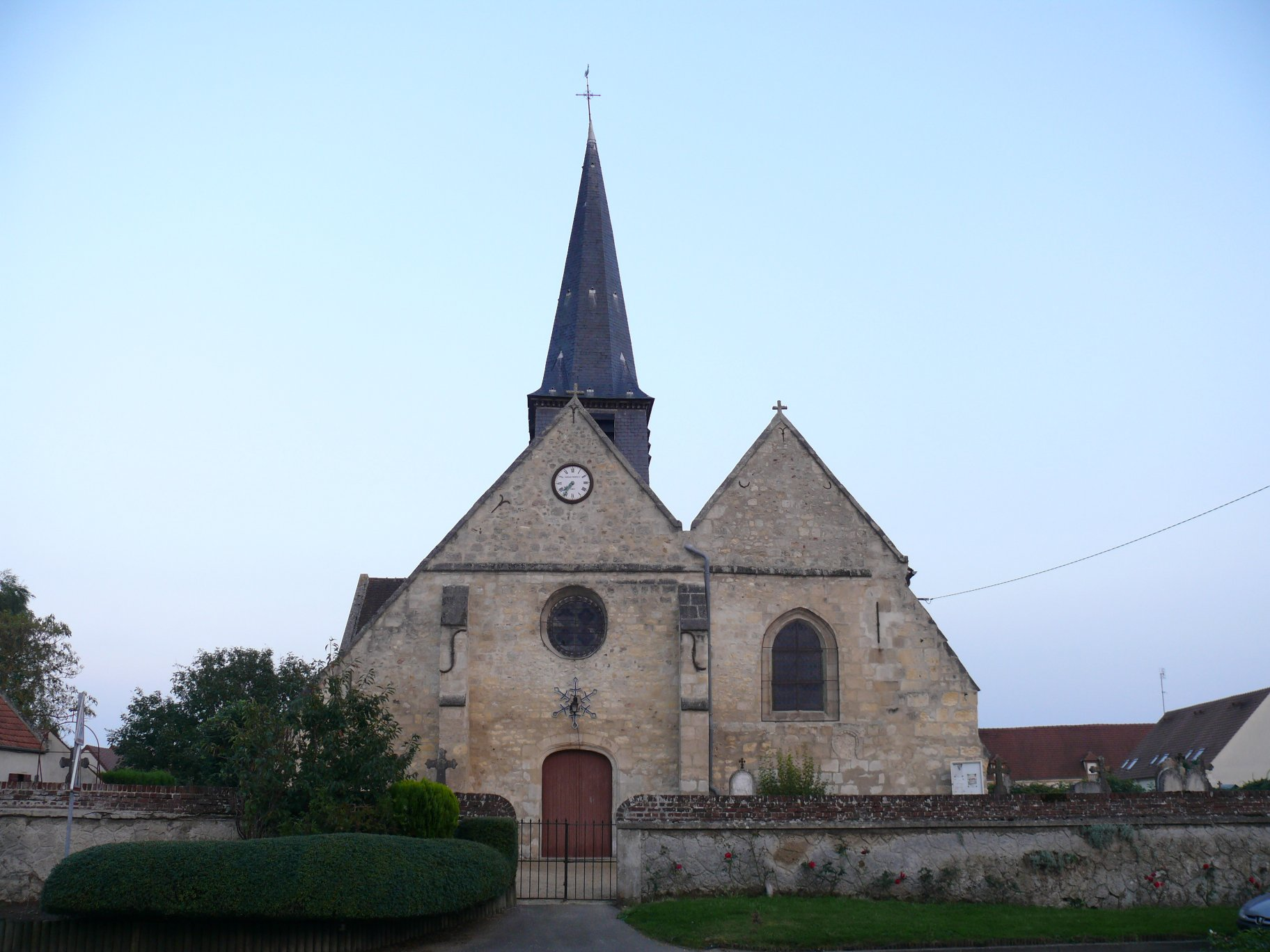
Kirche Saint-Jean-Baptiste

- Kirche Saint-Jean-Baptiste